# Posen (Album)
Posen ist das dritte Album der Hamburger Band Die Sterne. Es wurde im Soundgarden Studio in Hamburg aufgenommen und erschien am 22. April 1996 auf dem Label L’age d’Or.

## Titelliste
1. Scheiß auf deutsche Texte – 2:42
2. Inseln – 4:12
3. Risikobiographie – 3:28
4. Zucker – 2:51
5. Themenläden – 6:51
6. Unter Geiern II – 5:05
7. Swinging Safari – 5:27
8. Was hat dich bloß so ruiniert – 3:27
9. Stell die Verbindung her – 2:53
10. Trrrmmer – 4:20
11. Frank Orgel – 4:25
12. Schnorrvögel – 3:33

### Titelinformationen
Alle Texte wurden von Frank Spilker geschrieben. Frank Orgel ist von Thomas Wenzel und Christoph Leich. Alle anderen Titel wurden von der gesamten Band geschrieben. Heiner Ebber, bekannt als Jacques Palminger von Studio Braun, steuerte zu Inseln, Swinging Safari und Trrrmmer die Percussions bei. Für die Effekte im Titel Risikobiographie war Jimi SD Orgl verantwortlich. Der Chor in Trrrmmer bestand aus Chrissie (Christine Schulz) und Nixe (Rebecca Walsh).

## Veröffentlichungen
Aus diesem Album wurden Unter Geiern II, Was hat dich bloß so ruiniert, Trrrmmer und Stell die Verbindung her als Singles ausgekoppelt. Außerdem wurde eine Single mit drei Remixes von Trrrmmer veröffentlicht.

## Rezeption
Die Zeitschrift Musikexpress hat das Album im Jahr 2003 auf Platz Nr. 5 der 25 besten deutschsprachigen Pop-Alben gelistet.

## Chartplatzierungen
Mit diesem Album war die Band zum ersten Mal in den Charts vertreten. Es erreichte im Erscheinungsjahr für eine Woche Platz 64 der deutschen Albumcharts.
| ChartsChartplatzierungen | Höchstplatzierung | Wochen |
| ------------------------ | ----------------- | ------ |
| Deutschland (GfK)        | 64 (9 Wo.)        | 9      |